# Carios denmarki
Carios denmarki är en fästingart som beskrevs av Kohls, Sonenshine och Clifford 1965. Carios denmarki ingår i släktet Carios och familjen mjuka fästingar. Inga underarter finns listade.